# Стрелецкий сельсовет (Курганская область)
Стрелецкий сельсовет — упразднённое сельское поселение в Петуховском районе Курганской области Российской Федерации.
Административный центр — село Стрельцы.
Законом Курганской области от 12 мая 2021 года № 49 к 24 мая 2021 года упразднён в связи с преобразованием муниципального района в муниципальный округ.

## История
Статус и границы сельского поселения установлены Законом Курганской области от 4 ноября 2004 года № 650 «Об установлении границ муниципального образования „Стрелецкий сельсовет“, входящего в состав муниципального образования „Петуховский район“».

## Население
| 1989 | 2002 | 2004 | 2010 | 2012 | 2013 | 2014 |
| ---- | ---- | ---- | ---- | ---- | ---- | ---- |
| 1020 | ↘855 | ↗865 | ↘737 | ↘714 | ↘673 | ↘663 |
| 2015 | 2016 | 2017 | 2018 | 2019 | 2020 |      |
| ↘661 | ↘631 | ↗636 | ↘631 | ↘600 | ↘568 |      |

## Состав сельского поселения
| № | Населённый пункт | Тип населённого пункта       | Население |
| - | ---------------- | ---------------------------- | --------- |
| 1 | Богданы          | село                         | ↘138      |
| 2 | Стрельцы         | село, административный центр | ↘532      |
| 3 | Теплодубровное   | деревня                      | ↘67       |